# Árpás Ferenc
Árpás Ferenc (Baranyai Árpád, 1904. január 29., Mohács - 1995. március 18., Aarhus (Dánia)) római katolikus pap, egyházi író.

## Élete
A pécsi ciszterci gimnáziumban érettségizett; teológiát Budapesten végzett. 1927-ben szentelték fel. Mint németbólyi káplán plébániai folyóiratot szerkesztett; itt adta ki „Rózsaszirmok" című gyermek-imakönyvét is. 1930-tól a pécsi állami elemi iskolák hitoktatója, a Krisztus Király Szövetség alapítója és vezetője (1931). 1933 őszétől a Szövetség Szent József internátusának igazgatója.
A második világháború után elhagyta az Egyházat, és vallás nélküli erkölcsön alapú közösségek megteremtésén fáradozott. Emiatt összeütközésbe került a kommunista rendszerrel, és letartóztatták. A börtönből 1956-ban szabadult ki, és a további üldözések elől Dániába menekült; ott is halt meg.

## További irodalom
- Gulyás Pál: Magyar írók élete és munkái. Bp., Magyar Könyvtárosok és Levéltárosok Egyesülete, 1939.
- Pécs lexikon. Főszerk. Romváry Ferenc. Pécs, Pécs Lexikon Kulturális Nonprofit Kft., 2010.